# Psacadonotus
Psacadonotus là một chi côn trùng thuộc họ Tettigoniidae. Chi này có các loài sau:
- Psacadonotus insulanus
- Psacadonotus seriatus